# Sicherheitsministerium
Sicherheitsministerium ist ein Ministerium für Sicherheitsagenden des Staates (öffentliche Sicherheit, daher auch Ministerium für öffentliche Sicherheit). Der entsprechende Minister wird meist Sicherheitsminister genannt.
Sicherheitsministerien umfassen entweder alle Sicherheitsbelange, also innere Sicherheit ebenso wie äußere Sicherheit (Militärwesen, Grenzschutz und Ähnliches), was für kleinere Staaten typisch ist. Sie stellen dann ein kombiniertes Innen- und Verteidigungsministerium dar. Zum anderen können es auch Spezialministerien zu spezifischen Sicherheitsfragen sein, etwa für alle zivilen Einsatzkräfte (BOS, Polizei, Zoll-, Justizwache usw.) oder einzelne Gruppen von diesen: Sonderformen sind etwa das Polizeiministerium, das Zivilschutzministerium oder die für Nachrichtenwesen (Geheimdienstangelegenheiten) zuständigen Behörden, die oft auch Informationsministerium genannt werden.
Deutsch findet sich etwa der Ausdruck Staatssicherheitsministerium, was sich besonders auf innenpolitische Polizei- und Geheimdienstarbeit wenig stabiler Staaten bezieht, oder – altertümlich – auch Heimatschutz, ein Ausdruck, der durch den US-amerikanischen Begriff homeland security für Anti-Terror-Maßnahmen der 2000er wiederverwendet wird.

## Liste

### Liste aktueller Sicherheitsministerien
- seit: Behörde besteht so seit / gegr.: eigenständiges Portefeuille geschaffen
- Leiter: Titel des Amtes, allfällig Link auf eine Liste (Spalte sortiert nach Amts- und Ressortbezeichnung)

Stand: 1/2014
| Land                           | Behörde | kurz                 | seit     | Portefeuilles und Anmerkungen | gegr.                                          | Leiter                                                                                             |
| ------------------------------ | --- | -------------------- | -------- | --- | ---------------------------------------------- | -------------------------------------------------------------------------------------------------- |
| Antigua und Barbuda            | Ministry of National Security and Labour | ?                    | ?        | nationale Sicherheit (innere wie äußere) und Arbeit                                                                                | ?                                              | Minister of National Security                                                                      |
| Bahamas                        | Ministry of National Security | ?                    | ?        | nationale Sicherheit (innere wie äußere)                                                                                           | ?                                              | Minister of National Security, Minister of State in the Ministry of National Security              |
| Belize                         | Ministry of National Security | ?                    | ?        | nationale Sicherheit (innere wie äußere)                                                                                           | ?                                              | Minister of National Security                                                                      |
| Volksrepublik China            | 公安部 / Gōng'ānbù / Ministry of Public Security | MPS                  | 1954     | öffentliche Sicherheit (Einsatzkräfte)                                                                                             | 1949 (社会 / Shèhuì)                           | 公安部部长 / Gōng'ānbù Bùzhǎng                                                                     |
| Volksrepublik China            | 国家安全部 / Guójiā ānquán bù / Ministry of State Security | MSS                  | 1983     | Staatssicherheit (Geheimdienste)                                                                                                   | 1954/55 (中央调查部 / Zhōngyāng diàochá)       | 国家安全部部长 / Guójiā ānquánbù Bùzhǎng                                                           |
| Dominica                       | Ministry of National Security, Labour and Immigration | ?                    | ?        | nationale Sicherheit (innere), Arbeit und Immigration                                                                              | ?                                              | Minister of National Security                                                                      |
| Ecuador                        | Ministerio Coordinador de Seguridad | –                    | ?        | betreut Ministerios del Interior (Innenes), de Relaciones Exteriores (Äußeres), de Defensa (Verteidigung) und de Justicia (Justiz) | ?                                              | Ministro coordinador de Seguridad                                                                  |
| Grenada                        | Ministry of National Security, Public Administration, Disaster Management, Home Affairs, Information and Implementation                                                 | ?                    | ?        | nationale Sicherheit (innere), öff. Verwaltung, Katastrophenschutz, Inneres, Information und Implementation                        | ?                                              | Minister for National Security (Amt dzt. beim Prime Minister)                                      |
| Griechenland                   | Υπουργείο Δημόσιας Τάξης και Προστασίας του Πολίτη Ipurgeio Dimosias Taxis kai Prostasias tou Politi / Ministry of Public Order and Citizen Protection                  | ΥΔΤΠΠ IDTPP / MOPOCP | 2012     | öffentliche Sicherheit (Innen- und Justiz-Agenden) und Zivilschutz                                                                 | 1974 (Δημόσιας Τάξης)                          | Υπουργός Δημόσιας Τάξης και Προστασίας του Πολίτη Ipurgos Dimosias Taxis kai Prostasias tou Politi |
| Iran                           | وزارت اطلاعات و امنیت کشور Wezārat-e Ettelāʿat wa Amniat-e Keschwar (Ministry of Intelligence and National Security)                                                    | VEVAK / MOIS         | 1984     | Nachrichtenwesen und Staatssicherheit (ehem. Geheimdienst SAVAK/SAVAMA)                                                            | 1984                                           | وزیران و امنیت کشور Wezārat-e Ettelāʿat wa Amniat-e Keschwar                                       |
| Israel                         | המשרד לביטחון הפנים (Ministry of Public Security) |                      | 1948     | Polizei, Grenzschutz, Feuerwehr, bis 1995 Polizeiministerium                                                                       |                                                | Minister                                                                                           |
| Jamaika                        | Ministry of National Security | MSN                  | 2001     | nationale Sicherheit (innere Angelegenheiten)                                                                                      | 1962? (National Security ?)                    | Minister of National Security                                                                      |
| Kanada                         | Department of Public Safety and Emergency Preparedness (Public Safety Canada) / Ministère de la Sécurité publique et de la Protection civile (Sécurité publique Canada) | PS / SP              | 2003/05  | öffentliche Sicherheit (Innen- und Justiz-Agenden) und Zivilschutz                                                                 | 1892 (Solicitor General / Solliciteur général) | Minister of Public Safety / Ministre de la Sécurité publique                                       |
| Ontario                        | Ministry of Community Safety and Correctional Services / Ministère de la Sécurité communautaire et des Services correctionnels                                          | MCSCS                | 2002     | öffentliche Sicherheit und Strafvollzug (Innen- und Justiz-Agenden)                                                                | 1977 (Public Safety and Security)              | Minister of Community Safety                                                                       |
| Québec                         | Ministère de la Sécurité publique (Sécurité publique Québec) / Ministry of Public Security                                                                              | MSP / MPS            | 1986/88  | öffentliche Sicherheit (Innen- und Justiz-Agenden)                                                                                 | 1867 (Solliciteur général)                     | Ministre de la Sécurité publique                                                                   |
| Malta                          | Ministry for Home Affairs and National Security | MHAS                 | ?        | Inneres und nationale Sicherheit (einschließlich Verteidigung)                                                                     | ?                                              | Minister for and National Security                                                                 |
| Namibia                        | Ministry of Safety and Security | MSS                  | 2005     | betreut Polizei und Strafvollzug (Innen- und Justiz-Agenden), ex Ministry of Prisons and Correctional Services                     | 2005                                           | Minister of Safety and Security                                                                    |
| Niederlande                    | Ministerie van Veiligheid en Justitie / Ministry of Security and Justice                                                                                                | VenJ                 | 2010     | öffentliche Sicherheit und Justiz                                                                                                  | 2010                                           | Minister van Veiligheid                                                                            |
| St. Kitts und Nevis            | Ministry of Foreign Affairs, Homeland Security, Immigration and Labour                                                                                                  | ?                    | ?        | Äußeres, Heimatschutz, Immigration und Arbeit                                                                                      | ?                                              | Minister of Homeland Security                                                                      |
| St. Lucia                      | Ministry for Home Affairs and National Security | ?                    | 2013 (?) | Inneres und nationale Sicherheit                                                                                                   | ?                                              | Minister for National Security                                                                     |
| St. Vincent und die Grenadinen | Ministry of National Security, Air and Sea Port Development | ?                    | ?        | nationale Sicherheit und Entwicklung der Luft- und Seehäfen                                                                        | ?                                              | Minister for National Security (Amt dzt. beim Prime Minister)                                      |
| Trinidad und Tobago            | Ministry of National Security | ?                    | ?        | nationale Sicherheit (innere wie äußere)                                                                                           | ?                                              | Minister of National Security: Minister of State                                                   |
| Vereinigte Staaten             | Department of Homeland Security (M. für Innere Sicherheit, Heimatschutzministerium)                                                                                     | DHS                  | 2002     | Heimatschutz (Zivilschutz, Informationsbeschaffung, Terrorismusbekämpfung)                                                         | 2002                                           | Secretary of Homeland Security                                                                     |
| Nordirland                     | Department of Health, Social Services and Public Safety / An Roinn Sláinte, Seirbhísí Sóisialta agus Sábháilteachta Poiblí                                              | DHSSPS               | 1999     | Gesundheit, Soziales und Sicherheit (nur Brandschutz)                                                                              | 1999                                           | Minister of Public Safety / An tAire Sábháilteachta Poiblí                                         |

### Historische Behörden
nach Staat:
- Belize: früher auch Ministry of Police and Public Safety (Polizei und öffentliche Sicherheit)[33]
- Brasilien: Ministério da Segurança Pública
- Volksrepublik China: 1949–1954 中央社会部 / Zhōngyāng shèhuì bù (Central Department of Social Affairs), für Spionage und Gegenspionage;[34] dann getrennt in Ministerium für öffentliche Sicherheit (MPS) und 中央调查部 / Zhōngyāng diàochá bù / Central Investigation Department (CID), letzteres bis 1983, dann für Staatssicherheit (MSS)
- Deutsche Demokratische Republik: 1950 Ministerium für Staatssicherheit (MfS, Stasi, auch Staatssicherheitsdienst SSD), für Aufklärung und Abwehr;  1989 umbenannt in Amt für Nationale Sicherheit (AfNS); kurz darauf aufgelöst
- Griechenland:[14] 1974 Υπουργείο Δημοσίας Τάξεως (Δημόσιας Τάξης) Ipourgeio Dimosias Taxeos (Taxis); 1985 Υπουργείο Εσωτερικών και Δημόσιας Τάξης Ipourgeio Esoterikon kai Dimosias Taxis (Inneres und öffentliche Ordnung); 1986 Υπουργείο Δημόσιας Τάξης; 2007 dem Υπουργείο Εσωτερικών (Innenministerium) eingegliedert; 2009 wieder als Υπουργείο Προστασίας του Πολίτη
- Jamaika: früher Ministry of National Security and Justice (Sicherheit und Justiz); 2001 aufgetrennt;[15] Verteidigung jüngst eigenständig[16]
- Kanada:[18] 1892 Solicitor General;[35] Ministertitel anfangs so, ab 2005 Minister of Public Safety and Emergency Preparedness, heute kurz
  -  Ontario:[19] 2002 Ministry of Public Safety and Security, 2002 mit dem Ministry of Correctional Service (seit 1977) und dem Amt des Solicitor General  zusammengelegt
  -  Québec:[20] 1867 Amt eines Solicitor General / Solliciteur général;[35] 1986–88 kurz Ministère du Solliciteur général genannt
- Mexiko: 2000 Secretaría de Seguridad Pública (SSP)[36] für öffentliche Sicherheit (politische Kriminalität, Prävention und Bürgerpartizipation, Transparenz); 2013 durch die Comisión Nacional de Seguridad[37] ersetzt, die direkt dem Präsidenten unterstellt ist • Leiter: Secretarío de Seguridad Pública
- Polen: 1945–1954 Ministerstwo Bezpieczeństwa Publicznego (MBP, Urząd Bezpieczeństwa, UB, Ministerium für Öffentliche Sicherheit), für Nachrichtendienst und Gegenspionage
- Sowjetunion: 1941 Народный комиссариат государственной безопасности / Narodnij Kommissariat Gossudarstwennoi Besopasnosti (NKGB, Volkskommissariat für Staatssicherheit), dem Innenministerium (NKWD) unterstellt; 1943 im Rang eines Ministeriums;  1946 umbenannt in Министерство государственной безопасности / Ministerstwo Gossudarstwennoi Besopasnosti (MGB, Ministerium für Staatssicherheit); 1954 wieder dem Innenministerium unterstellt; Nachfolger: Комитет государственной безопасности / Komitet Gossudarstwennoi Besopasnosti (KGB, Komitee für Staatssicherheit) im Rang eines Ministeriums; 1991 aufgelöst
- St. Kitts und Nevis: früherMinistry of National Security (für innere wie äußere Sicherheit);[23][38] dann  Ministry of Foreign Affairs, National Security, Labour, Immigration and Social Security[39]
- St. Lucia: früher Minister for Home Affairs and National Security (Inneres und nationale Sicherheit),[40] dann kurz Minister for Legal Affairs, Home Affairs and National Security (mit Justiz),[41]
- St. Vincent und die Grenadinen: früher Minister for National Security[40][42]
- Tschechoslowakei: 1950 Ministerstvo národní bezpečnosti (MNB, Nationales Sicherheitsministerium), für Polizei, Geheimpolizei, Grenzschutz, Gefängnisdienst;  1953 dem Innenministerium (Ministerstvo vnitra) eingegliedert[43]